# David A. Ogden

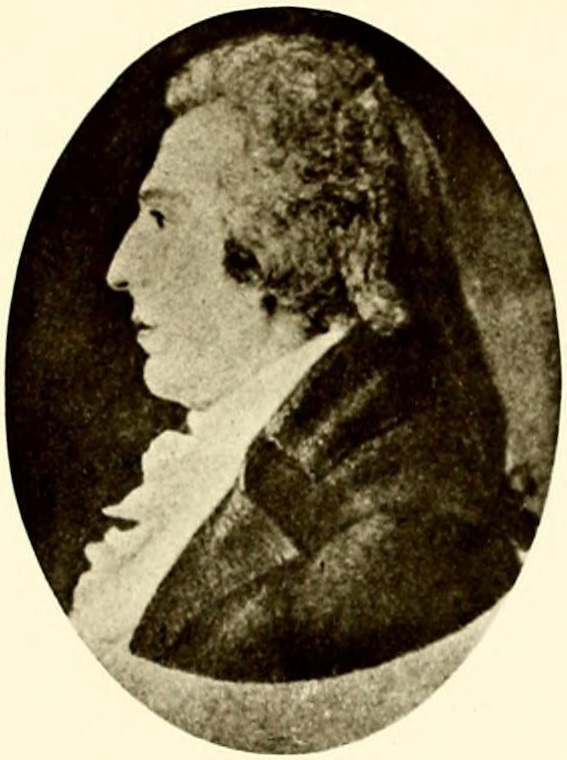
David A. Ogden

David A. Ogden (* 10. Januar 1770 in Morristown, Province of New Jersey; † 9. Juni 1829 in Montreal, Kanada) war ein US-amerikanischer Jurist und Politiker. Zwischen 1817 und 1819 vertrat er den Bundesstaat New York im US-Repräsentantenhaus.

## Werdegang
David A. Ogden wurde ungefähr fünf Jahre vor dem Ausbruch des Unabhängigkeitskrieges in Morristown im Morris County geboren. Er besuchte das King’s College (heute Columbia University) in New York City. Dann studierte er Jura. Seine Zulassung als Anwalt erhielt er im November 1791 und begann dann in Newark zu praktizieren. 1796 wurde er Counselor at Law in New Jersey. Er zog nach Hamilton (heute Waddington) im St. Lawrence County, wo er weiter als Anwalt praktizierte. Zwischen 1811 und 1815 war er beisitzender Richter (associate judge) am Court of Common Pleas im St. Lawrence County. Er saß in den Jahren 1814 und 1815 in der New York State Assembly. Politisch gehörte er der Föderalistischen Partei an.
Bei den Kongresswahlen des Jahres 1816 für den 15. Kongress wurde Ogden im 18. Wahlbezirk von New York in das US-Repräsentantenhaus in Washington, D.C. gewählt, wo er am 4. März 1817 die Nachfolge von Moss Kent antrat. Im Jahr 1818 erlitt er bei seiner Wiederwahlkandidatur eine Niederlage und schied nach dem 3. März 1819 aus dem Kongress aus.
Er war zwischen 1820 und 1824 sowie zwischen 1825 und 1829 First Judge am Court of Common Pleas. Als einer der Kommissare war er für die Festlegung der Grenze zwischen Kanada und den Vereinigten Staaten verantwortlich. Er verstarb am 9. Juni 1829 in Montreal und wurde dann auf dem Brookside Cemetery in Waddington beigesetzt.